# Сиз (Ен)
Сиз (фр. Cize (Ain)) је насељено место у Француској у региону Рона-Алпи, у департману Ен (Рона-Алпи).
По подацима из 2011. године у општини је живело 172 становника, а густина насељености је износила 38,05 становника/km².

## Демографија
| 1962. | 1968. | 1975. | 1982. | 1990. | 2011. |
| ----- | ----- | ----- | ----- | ----- | ----- |
| 136   | 126   | 128   | 108   | 112   | 172   |